# Celular e câncer

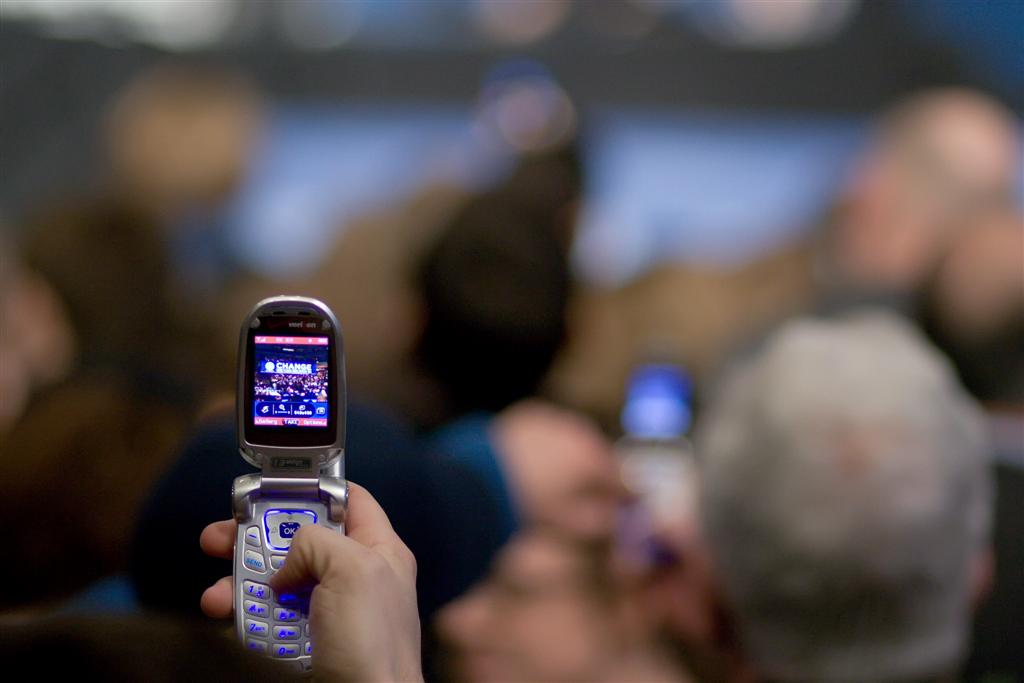
Pesquisas não conseguem obter um consenso a respeito da relação entre celulares e câncer.

A relação entre celulares e câncer há anos vem ganhando a atenção de diversos pesquisadores ao redor do mundo, mas no entanto as pesquisas apresentam resultados bastante díspares, distanciando a comunidade científica de um consenso. Enquanto algumas pesquisas mostram que a radiação emitida por aparelhos celulares pode ser maligna para o ser humano, outras no entanto afirmam que nem mesmo as torres de transmissão podem causar mal algum. Contudo, um estudo supervisionado pela OMS que deveria ser publicado no final de 2009 indicava segundo os resultados preliminares que o uso do telefone celular pode ter relação com vários tipos de câncer, em especial tumores cerebrais. O estudo é um projeto cooperativo denominado Interphone
Segundo a engenheira e pesquisadora da Universidade Federal de Minas Gerais (UFMG) Adilza Condessa Dode, mais de 80% dos óbitos de pacientes de Belo Horizonte que tinham casos de câncer relacionados à radiação eletromagnética tratava-se de casos de pessoas que moravam a cerca de 500 metros de distância das antenas de telefonia da cidade.
Em 31 de maio de 2011, a Organização Mundial de Saúde publicou um relatório classificando a radiação emitida por telefones celulares portáteis como "possivelmente cancerígena para seres humanos". Esta classificação foi feita após reexames dos estudos preliminares feitos por cientistas sobre a segurança de telefones celulares. Uma destas pesquisas mostrava um aumento de 40% de risco de aparecimento de gliomas na categoria de usuários de uso mais constante do aparelho. (30 minutos por dia durante um período constante de 10 anos).
Mas um estudo, o primeiro a analisar especificamente crianças e o risco de câncer associado a celulares, descobriu que pacientes com tumor cerebral não eram mais propensos a serem usuários regulares de celulares do que os indivíduos de controle que não tinha câncer.“Se o uso de celular fosse um fator de risco, seria de se esperar que pacientes com câncer usassem mais o aparelho”, disse o professor Martin Roosli, que conduziu o estudo no Instituto Tropical e de Saúde Pública, na Basileia, Suíça.

## Tabela
A tabela abaixo traz os dez aparelhos de celular com maior taxa de radiação que eram vendidos no Brasil entre 2008-2009.
| Fabricante | Modelo               | SAR (W/kg) |
| ---------- | -------------------- | ---------- |
| HTC        | HTC Touch Dual P5530 | 1,834      |
| Apple Inc. | A1241 (iPhone)       | 1,68       |
| LG         | MD120                | 1,62       |
| Huawei     | C218                 | 1,61       |
| LG         | LG-BX7000            | 1,56       |
| Motorola   | V3690                | 1,55       |
| Motorola   | V8160                | 1,51       |
| Samsung    | SCH-N375             | 1,47       |
| Motorola   | C331 (T) e C332 (T)  | 1,47       |
| Motorola   | 182c                 | 1,47       |